# Elecciones municipales de Abancay de 2002
Las elecciones municipales de Abancay de 2002 se llevaron a cabo el 17 de noviembre de 2002 para elegir al alcalde y al Concejo Provincial de Abancay para el periodo 2003-2006. La elección se celebró simultáneamente con elecciones regionales y municipales (provinciales y distritales) en todo el Perú.

## Sistema electoral
La Municipalidad Provincial de Abancay es el órgano administrativo y de gobierno de la provincia de Abancay. Está compuesta por el alcalde y el Concejo Provincial.
La votación del alcalde y el concejo se realiza en base al sufragio universal, que comprende a todos los ciudadanos nacionales mayores de dieciocho años, empadronados y residentes en la provincia de Abancay y en pleno goce de sus derechos políticos, así como a los ciudadanos no nacionales residentes y empadronados en la provincia de Abancay.
El Concejo Provincial de Abancay está compuesto por 11 regidores elegidos por sufragio directo para un período de cuatro (4) años, en forma conjunta con la elección del alcalde (quien lo preside). La votación es por lista cerrada y bloqueada. Se asigna a la lista ganadora los escaños según el método d'Hondt o la mitad más uno, lo que más le favorezca.

## Composición del Concejo Provincial de Abancay
La siguiente tabla muestra la composición del Concejo Provincial de Abancay antes de las elecciones.
| Partidos | Partidos                              | Regidores |
| -------- | ------------------------------------- | --------- |
|          | Lista Independiente Nueva Izquierda   | 7         |
|          | Movimiento Independiente Vamos Vecino | 2         |
|          | Movimiento Independiente Somos Perú   | 1         |
|          | Lista Independiente Contigo Abancay   | 1         |

## Partidos y candidatos
A continuación se muestra una lista de los principales partidos y alianzas electorales que participan en las elecciones:
| Candidatura | Candidatura       | Partidos y alianzas | Candidatos | Candidatos                  | Ideología                                               | Resultado previo | Resultado previo | Ref. |
| Candidatura | Candidatura       | Partidos y alianzas | Candidatos | Candidatos                  | Ideología                                               | Votos (%)        | Reg.             | Ref. |
| ----------- | ----------------- | --- | ---------- | --------------------------- | ------------------------------------------------------- | ---------------- | ---------------- | ---- |
|             | UPP               | Lista - Agrupación Independiente Unión por el Perú - Frente Amplio (UPP)                                                                    |            | Zenón Farfán Cruzado        | Socioliberalismo Progresismo Socialdemocracia           | 0.12%            | 0                |      |
|             | APRA              | Lista - Partido Aprista Peruano (APRA) |            | Luisa Sotelo Luna           | Aprismo                                                 | Nuevo            | Nuevo            |      |
|             | PP                | Lista - Perú Posible (PP) |            | José Campos Céspedes        | Socioliberalismo Democracia liberal Tercera vía         | Nuevo            | Nuevo            |      |
|             | UN                | Lista - Unidad Nacional (UN) – Partido Popular Cristiano (PPC) – Solidaridad Nacional (SN) – Renovación Nacional (RN) – Cambio Radical (CR) |            | Rubén Carrión Soria         | Democracia cristiana Conservadurismo Neoliberalismo     | Nuevo            | Nuevo            |      |
|             | MNI               | Lista - Movimiento Nueva Izquierda (MNI) |            | Augusto Mosqueira Barazorda | Marxismo-leninismo Mariateguismo Socialismo democrático | Nuevo            | Nuevo            |      |
|             | RA                | Lista - Renacimiento Andino (RA) |            | David Machicao Mamani       | Indigenismo Plurinacionalismo Socialdemocracia          | Nuevo            | Nuevo            |      |
|             | FD                | Lista - Fuerza Democrática (FD) |            | Jorge Huapaya Solano        | Reformismo                                              | Nuevo            | Nuevo            |      |
|             | Llapanchik        | Lista - Frente Popular Llapanchik (Llapanchik)                                                                                              |            | Alcíbiades Pinto Meléndez   | Regionalismo apurimeño                                  | Nuevo            | Nuevo            |      |
|             | Todas las Sangres | Lista - Todas las Sangres (Todas las Sangres)                                                                                               |            | Paulina Ascue Ramírez       | Regionalismo apurimeño                                  | Nuevo            | Nuevo            |      |
|             | IND               | Lista - Lista Independiente N° 3 Movimiento Independiente APU Apurímac Unido                                                                |            | Marco Gamarra Samanez       | Localismo abanquino                                     | Nuevo            | Nuevo            |      |

## Resultados

### Sumario general
| |                                                                      |              |              |              |           |           |  |  |
| Partidos y coaliciones                                                                             | Partidos y coaliciones                                               | Voto popular | Voto popular | Voto popular | Regidores | Regidores |  |  |
| Partidos y coaliciones                                                                             | Partidos y coaliciones                                               | Votos        | %            | ±pp          | Total     | +/−       |  |  |
| | Lista Independiente N° 3 Movimiento Independiente APU Apurímac Unido | 7,559        | 23.18        | n/a          | 7         | +7        |  |  |
| | Perú Posible (PP)                                                    | 5,715        | 17.52        | Nuevo        | 2         | +2        |  |  |
| | Agrupación Independiente Unión por el Perú - Frente Amplio (UPP)1    | 5,391        | 16.53        | +16.41       | 1         | +1        |  |  |
| | Fuerza Democrática (FD)                                              | 5,310        | 16.28        | Nuevo        | 1         | +1        |  |  |
| | Movimiento Nueva Izquierda (MNI)                                     | 2,336        | 7.16         | Nuevo        | 0         | ±0        |  |  |
| | Unidad Nacional (UN)                                                 | 1,956        | 6.00         | Nuevo        | 0         | ±0        |  |  |
| | Partido Aprista Peruano (APRA)                                       | 1,843        | 5.65         | n/a          | 0         | ±0        |  |  |
| | Frente Popular Llapanchik (Llapanchik)                               | 1,345        | 4.12         | Nuevo        | 0         | ±0        |  |  |
| | Renacimiento Andino (RA)                                             | 672          | 2.06         | Nuevo        | 0         | ±0        |  |  |
| | Todas las Sangres (Todas las Sangres)                                | 486          | 1.49         | Nuevo        | 0         | ±0        |  |  |
| |                                                                      |              |              |              |           |           |  |  |
| Total                                                                                              | Total                                                                | 32,613       |              |              | 11        | ±0        |  |  |
| |                                                                      |              |              |              |           |           |  |  |
| Votos válidos                                                                                      | Votos válidos                                                        | 32,613       | 83.53        | –2.96        |           |           |  |  |
| Votos en blanco                                                                                    | Votos en blanco                                                      | 2,899        | 7.43         | +1.23        |           |           |  |  |
| Votos nulos                                                                                        | Votos nulos                                                          | 3,531        | 9.04         | +1.72        |           |           |  |  |
| Votos emitidos                                                                                     | Votos emitidos                                                       | 39,043       | 80.82        | +3.79        |           |           |  |  |
| Abstenciones                                                                                       | Abstenciones                                                         | 9,267        | 19.18        | –3.79        |           |           |  |  |
| Votantes registrados                                                                               | Votantes registrados                                                 | 48,310       |              |              |           |           |  |  |
| |                                                                      |              |              |              |           |           |  |  |
| Fuente:                                                                                            |                                                                      |              |              |              |           |           |  |  |
| Notas al pie: 1 Comparado con los resultados de Unión por el Perú (UPP) en las elecciones de 1998. |                                                                      |              |              |              |           |           |  |  |
| Notas al pie:                                                                                      |                                                                      |              |              |              |           |           |  |  |
| 1 Comparado con los resultados de Unión por el Perú (UPP) en las elecciones de 1998.               |                                                                      |              |              |              |           |           |  |  |

### Concejo Provincial de Abancay
| Cargo                          | Autoridad electa          | Partido político | Partido político                                                     |
| ------------------------------ | ------------------------- | ---------------- | -------------------------------------------------------------------- |
| Alcalde Provincial de Abancay  | Marco Gamarra Samanez     |                  | Lista Independiente N° 3 Movimiento Independiente APU Apurímac Unido |
| Regidor Provincial de Abancay  | José Alfaro Casas         |                  | Lista Independiente N° 3 Movimiento Independiente APU Apurímac Unido |
| Regidora Provincial de Abancay | Rocío Azurín Sánchez      |                  | Lista Independiente N° 3 Movimiento Independiente APU Apurímac Unido |
| Regidor Provincial de Abancay  | Carlos Jiménez Carazas    |                  | Lista Independiente N° 3 Movimiento Independiente APU Apurímac Unido |
| Regidor Provincial de Abancay  | Luis Pinto Castillo       |                  | Lista Independiente N° 3 Movimiento Independiente APU Apurímac Unido |
| Regidor Provincial de Abancay  | José Tapia Araujo         |                  | Lista Independiente N° 3 Movimiento Independiente APU Apurímac Unido |
| Regidor Provincial de Abancay  | Máximo Chunqui Chunque    |                  | Lista Independiente N° 3 Movimiento Independiente APU Apurímac Unido |
| Regidor Provincial de Abancay  | Pablo Ayerbe Soto         |                  | Lista Independiente N° 3 Movimiento Independiente APU Apurímac Unido |
| Regidor Provincial de Abancay  | Sabino Valderrama Hurtado |                  | Perú Posible                                                         |
| Regidor Provincial de Abancay  | Fernando Estrada Condori  |                  | Perú Posible                                                         |
| Regidor Provincial de Abancay  | Víctor Lizarzaburo Prado  |                  | Agrupación Independiente Unión por el Perú - Frente Amplio           |
| Regidor Provincial de Abancay  | Cleto Castillo Peña       |                  | Fuerza Democrática                                                   |

## Elecciones municipales distritales

### Sumario general
|                      | Fuerza Democrática (FD)                                              | 1,840  | 15.60 | Nuevo | 2 |    |  |  |
|                      | Agrupación Independiente Unión por el Perú - Frente Amplio (UPP)     | 1,660  | 14.08 |       | 0 |    |  |  |
|                      | Perú Posible (PP)                                                    | 1,582  | 13.42 | Nuevo | 3 |    |  |  |
|                      | Unidad Nacional (UN)                                                 | 1,544  | 13.09 | Nuevo | 0 |    |  |  |
|                      | Partido Aprista Peruano (APRA)                                       | 1,108  | 9.40  | n/a   | 1 |    |  |  |
|                      | Movimiento Nueva Izquierda (MNI)                                     | 1,105  | 9.37  | Nuevo | 0 | ±0 |  |  |
|                      | Frente Popular Llapanchik (Llapanchik)                               | 691    | 5.86  | Nuevo | 0 | ±0 |  |  |
|                      | Lista Independiente N° 1 Movimiento Independiente Todos Unidos       | 464    | 3.93  | n/a   | 1 |    |  |  |
|                      | Lista Independiente N° 3 Movimiento Independiente APU Apurímac Unido | 423    | 3.59  | n/a   | 0 | ±0 |  |  |
|                      | Renacimiento Andino (RA)                                             | 320    | 2.71  | Nuevo | 0 | ±0 |  |  |
|                      | Primero Perú (P)                                                     | 263    | 2.23  | Nuevo | 0 | ±0 |  |  |
|                      | Acción Popular (AP)                                                  | 168    | 1.42  |       | 0 | ±0 |  |  |
|                      | Todas las Sangres (Todas las Sangres)                                | 155    | 1.31  | Nuevo | 0 | ±0 |  |  |
|                      | Listas independientes distritales                                    | 469    | 3.98  | n/a   | 1 |    |  |  |
|                      |                                                                      |        |       |       |   |    |  |  |
| Total                | Total                                                                | 11,792 |       |       | 8 | ±0 |  |  |
|                      |                                                                      |        |       |       |   |    |  |  |
| Votos válidos        | Votos válidos                                                        | 11,792 | 76.55 |       |   |    |  |  |
| Votos en blanco      | Votos en blanco                                                      | 1,852  | 12.02 |       |   |    |  |  |
| Votos nulos          | Votos nulos                                                          | 1,761  | 11.43 |       |   |    |  |  |
| Votos emitidos       | Votos emitidos                                                       | 15,405 | 77.96 |       |   |    |  |  |
| Abstenciones         | Abstenciones                                                         | 4,356  | 22.04 |       |   |    |  |  |
| Votantes registrados | Votantes registrados                                                 | 19,761 |       |       |   |    |  |  |
|                      |                                                                      |        |       |       |   |    |  |  |
| Fuente:              |                                                                      |        |       |       |   |    |  |  |

### Resultados por distrito
La siguiente tabla enumera el control de los distritos de la provincia de Abancay. El cambio de mando de una organización política se resalta del color de ese partido.
| Distrito             | Alcalde(sa) titular         | Partido político | Partido político | Alcalde(sa) electo(a)      | Partido político | Partido político        |
| -------------------- | --------------------------- | ---------------- | ---------------- | -------------------------- | ---------------- | ----------------------- |
| Chacoche             | Segundo Quispe Villarruel   |                  | Somos Perú       | Mario Crucinta Achulle     |                  | Perú Posible            |
| Circa                | Máximo Chumbes Oyola        |                  | Vamos Vecino     | Teodoro Sarmiento Huamán   |                  | Partido Aprista Peruano |
| Curahuasi            | Augusto Mosqueira Barazorda |                  | Nueva Izquierda  | Julio Luna Mansilla        |                  | Fuerza Democrática      |
| Huanipaca            | Leoncio Mantilla Ustua      |                  | Vamos Vecino     | Celestino Gutiérrez Huamán |                  | Perú Posible            |
| Lambrama             | Alipio Chipana Yupanqui     |                  | Contigo Abancay  | Virgilio Flores Ccanri     |                  | Fuerza Comunal Progreso |
| Pichirhua            | Crispín Andia Samanez       |                  | Somos Perú       | Alejandro Díaz Robles      |                  | Perú Posible            |
| San Pedro de Cachora | Alberto Rivero Ortiz        |                  | Vamos Vecino     | Félix Valer Ayquipa        |                  | Fuerza Democrática      |
| Tamburco             | Efraín Córdova Urrutia      |                  | Vamos Vecino     | Alfredo Aedo Caballero     |                  | Todos Unidos            |